# Lester Moré
Lester Moré   (Ciego de Ávila, 15 de juliol de 1977) fou un futbolista cubà de la dècada de 2000.
Fou 60 cops internacional amb la selecció de Cuba.
Pel que fa a clubs, destacà a Ciego de Ávila i Charleston Battery.